# 大宮城 (駿河国)
大宮城（おおみやじょう）は、駿河国富士大宮（静岡県富士宮市）にあった日本の城。別名富士城。

## 出土状況と概要
大宮城の築城は中世に富士郡の国衆である富士氏によって行われたとされるが、詳しい築城年は不明である。大宮城は別名に富士城があり、今川氏や後北条氏が用いていた。また近世の記録では「神田曲輪」と記すものも複数例認められる。
城域における発掘調査では建物跡・溝跡・土塁跡・堀跡・井戸跡などの遺構が検出されている。城の構造としてはそれぞれを溝で仕切った郭があり、主郭が西側に二ノ郭を、その前面に蔵屋敷を配置し、それらの周りを土塁と堀で囲んだ連郭式の構造をしたものと評価される。
大宮城跡からは大量のかわらけが出土しており、破片数では約33,000点にも上る。富士郡に所在する遺跡としては、出土遺物の量が隣接する富士山本宮浅間大社とともに突出しており、富士大宮の拠点性を示している。また威信財と言えるものも多く出土しており、貿易陶磁が確認されている。灰釉陶器や14世紀頃の陶磁器片の他、永楽通宝や洪武通宝といった銭貨も出土している。
一方16世紀以降のかわらけや江戸銭は出土しておらず、伝承の通り16世紀後半には廃城になっていたと考えられている。

## 大宮城の戦い
戦国時代に富士城は駿甲国境の押さえの城として、重要な役割を果たしていた。永禄3年（1560年）の桶狭間の戦いにより今川義元は敗死し、今川領国は動揺する。翌4年（1561年）には今川氏真より富士信忠が大宮城の城代に任ぜられ、普請の人員を計らうよう指示されている。実際に普請は進められ、
普請を勤めた富士山造らの諸役が免除されている。
また今川氏と同盟関係にあった武田氏が同盟を破棄し駿河侵攻を開始すると、大宮城はその最前線の城となった。
やがて戦国大名としての今川氏の滅亡を迎えると、富士氏は後北条氏の庇護を受けるようになる。後北条氏より城主である信忠宛の文書発給が確認されるようになり、城中城外に関する具体的な指示が与えられるようになる。また大宮城には城主である富士氏やその被官の他に、井出氏といった有力者や給人・無足人等が在城していた。
武田氏による大宮城への攻撃は三度行われた。一度目は永禄11年（1568年）12月9日、二度目は永禄12年（1569年）2月1日、三度目は同年6月25日である。氏真書状に「矢・鉄砲・玉薬」とあるように、鉄砲を用いた激しい戦が展開された。
一度目と二度目の攻防戦では大宮城は落とされず、二度目は近接する甲斐国河内領主の穴山信君や武田方に帰属した駿河国衆葛山氏元の連合軍を撃退する事にも成功するなど、対抗勢力としての役割を果たしている。
三度目での攻防戦では氏真書状に「信玄以大軍」とあるように、武田信玄率いる本隊の攻撃に遭った。6月に信玄は大軍を率いて御殿場から駿河国に入り、三島・韮山を進んだ後に進路を西にとり大宮へと向かった。大宮は中道往還が通過する駿府への進入口にあたる重要地であり、大宮を落として進路あるいは退路を確保する必要があったためである。
この際の戦について北条氏照の書状には「敵二千人手負死人仕出候」とあり富士氏は善戦したものの、信玄本隊による攻撃に苦戦を強いられた。また大宮城に籠城していた井出正直は、神田橋において討死している。
北条氏政はこの時援軍を送ることができず、富士氏に三通の文書を送り退城を勧めた。また同時に武田氏側との交渉を行い、穴山信君とで開城の交渉が進められ、7月3日には開城した。
北条氏政の書状には永禄12年11月27日の段階で武田信玄本陣が富士地（大宮城）にあったとあり、このとき信玄は大宮城に本陣を構え、蒲原城を攻める機会をうかがっている。富士氏は開城こそしたものの直ぐには武田氏に降りず、その後も北条方としての蒲原城の戦いに参戦している。その後信忠が甲斐に赴き、武田氏に帰属することが明確となった。
開城後、大宮城には武田方の九一色衆などが在番していた。九一色衆による大宮在城の奉公に対し、知行を宛行う文書等が残る。その後の富士郡に対しては譜代家老原昌胤や市川昌房が取次を務めており、昌胤は大宮城周辺の支配に関わっている。武田家滅亡後は徳川家康が駿河を確保したが、天正10年（1582年）に同城は焼失したという。

## 所在地
- 静岡県富士宮市元城町1-1[37]